# Palazzo Taverna (Roma)
Il palazzo Orsini Taverna (già Gabrielli) è un edificio di Roma, situato nel rione Ponte, su via di Monte Giordano.

## Storia
La sua costruzione fu eseguita su progetto del cardinale Giordano Orsini, che volle costruire la propria abitazione sull'antica fortezza di sua proprietà edificata su Monte Giordano. Successivamente il palazzo venne preso in affitto da illustri personaggi, tra cui il cardinale Ippolito II d'Este, che vi ospitò Torquato Tasso, e il cardinale Maurizio di Savoia.
Nel 1688 passò in mano ai Gabrielli, che vi ospitarono vari membri della famiglia Bonaparte, tra cui l'imperatrice Eugenia e il cardinal Luciano-Luigi, che vi morì. Verso la metà dell'Ottocento vi risiedette la famiglia di Guido Baccelli, Augusto Baccelli e Giovanni Baccelli, che forse vi nacquero. Nel 1888 fu ceduto dal principe Placido Gabrielli ai conti Taverna.

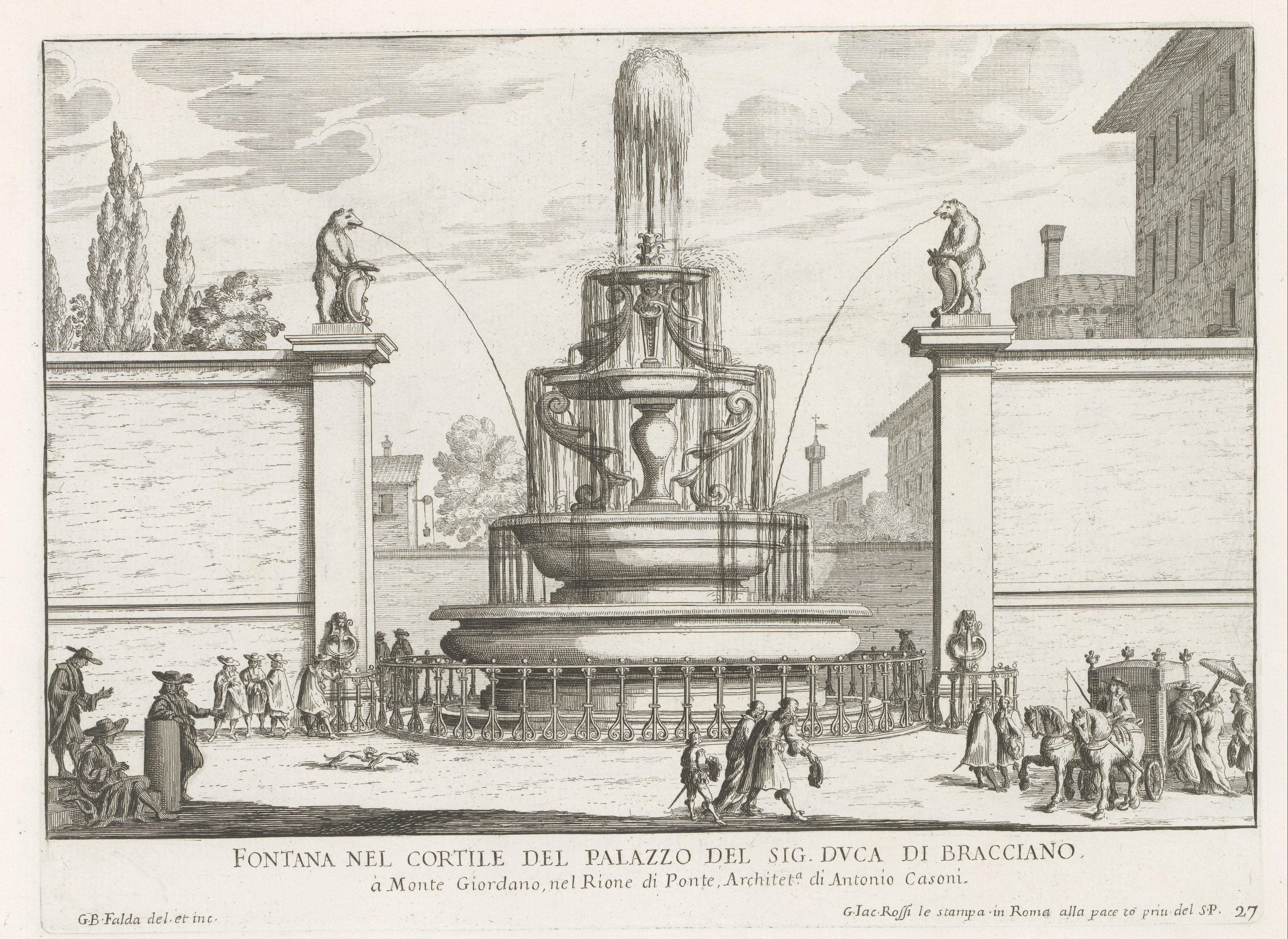
Fontana nel cortile del palazzo del sig. duca di Bracciano, Giovanni Battista Falda

Il palazzo fu sede dell'Ambasciata di Francia presso la Santa Sede fino al 1951, quando quest'ultima si trasferì nella Villa Paolina per decisione dell'Ambasciatore Wladimir d'Ormesson.
Attualmente nel palazzo ha sede l'European Institute of Innovation for Sustainability (EIIS).

## Descrizione
Comprende diversi saloni molto ampi, un cortile con quattro vasche di marmo con al centro una fontana, disegnata da Antonio Casoni, e un giardino con una torre, dove è possibile ammirare un porticato e una loggia.
L'interno, completamente affrescato, presenta una vasta collezione di dipinti di vari artisti, tra cui Sebastiano Ricci, Giambattista Pittoni e Rosa di Tivoli.